# Phyteuma
- Commons
- Wikispecies

Phyteuma L. é um gênero botânico pertencente à família Campanulaceae.

## Sinonímia
- Rapunculus Mill.

## Espécies
| - Phyteuma balbisii - Phyteuma betonicifolium - Phyteuma charmelii - Phyteuma comosum - Phyteuma confusum - Phyteuma globulariifolium - Phyteuma hemisphaericum - Phyteuma humile - Phyteuma michelii - Phyteuma nigrum | - Phyteuma orbiculare - Phyteuma ovatum - Phyteuma pauciflorum - Phyteuma pedemontanum - Phyteuma scheuchzeri - Phyteuma sieberi - Phyteuma spicatum - Phyteuma tenerum - Phyteuma vagneri - Phyteuma zahlbruckneri |

- Lista completa

## Classificação do gênero
| Sistema | Classificação                      | Referência               |
| ------- | ---------------------------------- | ------------------------ |
| Linné   | Classe Pentandria, ordem Monogynia | Species plantarum (1753) |